# Hoplia caucasica
Hoplia caucasica är en skalbaggsart som beskrevs av Friedrich Anton Kolenati 1846. Hoplia caucasica ingår i släktet Hoplia och familjen Melolonthidae. Utöver nominatformen finns också underarten H. c. danieli.